# Łąka (Nozdrzec)
Łąka – część wsi Nozdrzec w Polsce, położona w województwie podkarpackim, w powiecie brzozowskim, w gminie Nozdrzec.
W latach 1975–1998 Łąka administracyjnie należała do województwa krośnieńskiego.